# Tom Dumoulin
Tom Dumoulin (Maastricht, 1990. november 11. –) az UCI WorldTeam Team Sunweb egykori holland professzionális országútikerékpár-versenyzője. A Giro d’Italia 2017-es versenyének megnyerésével ő lett az első holland, aki győzedelmeskedett ezen a versenyen.
2022-ben visszavonult a versenyzéstől.

## Fiatalkora
Dumoulin Maastrichtban született, és ott, a Maas Boulevard mellett nőtt fel, ami közel volt az Amstel Gold Race céljához. Eredetileg orvosnak akart tanulni, de miután nem jutott be orvosi egyetemre, egészségtant kezdett el hallgatni. Dumoulin nem szerette az órákat, és egy éven belül ott is hagyta a tanulmányokat, hogy egy évig biciklizzék.

## Professzionális pályafutása

### 2010–2013

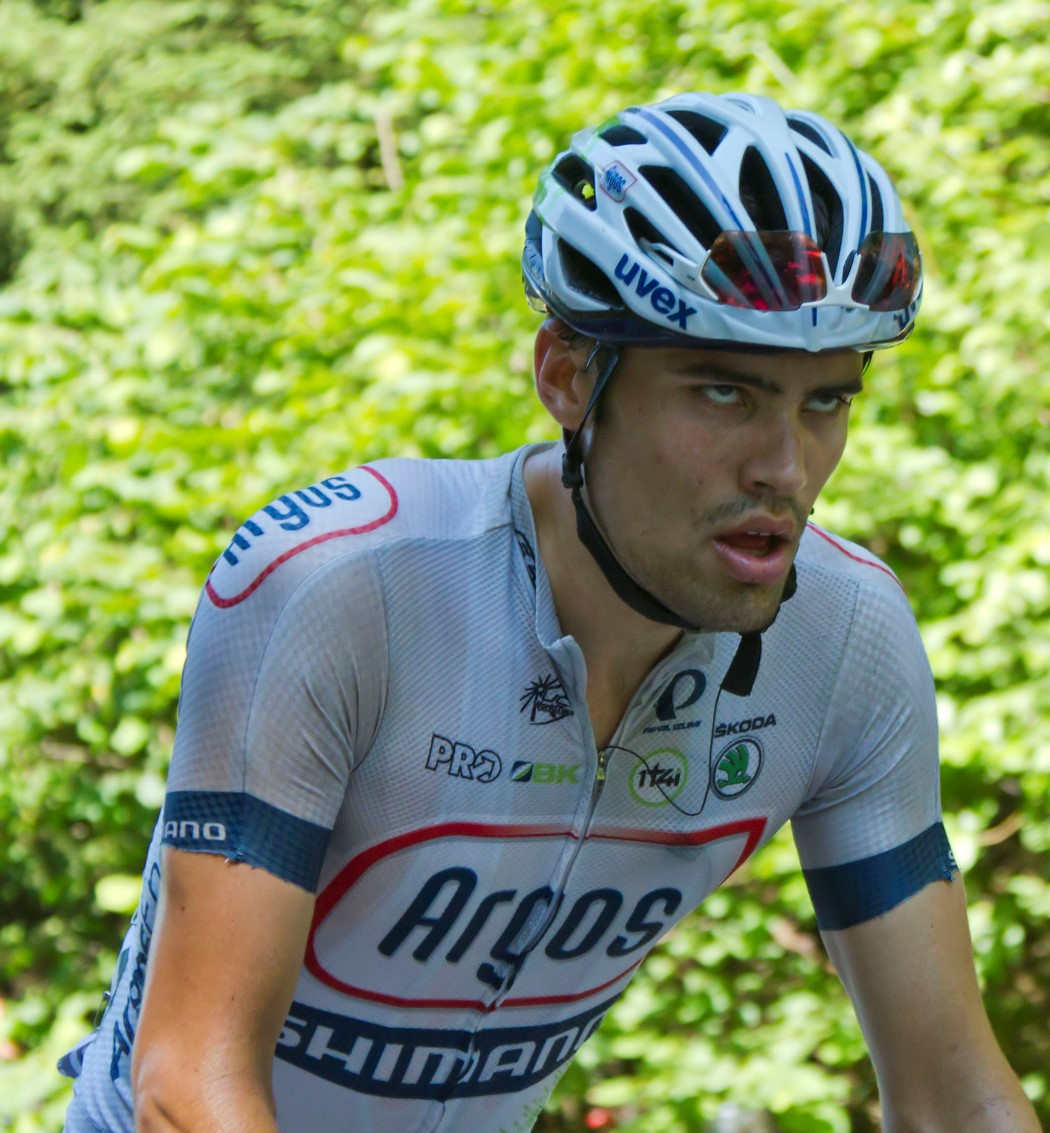
Dumoulin a 2013-as Tour de France-on

Dumoulin első benyomását 2010-ben szerezte, mikor elindult a Grand Prix of Portugal versenyen, mely akkor az U23-as UCI Nemzetek Kupájának futamai közé tartozott. Dumoulin megnyerte a verseny első időfutamát, annak ellenére, hogy előtte időfutamon még soha nem indult. Ezután magát az egész versenyt is megnyerte. Még az évben megnyerte a Girobio időfutamát is. Úgy volt, hogy 2011-ben a Cervélo TestTeam színeiben ül nyeregbe, de a csapat a 2010-es évad végén feloszlott.
Miután végül 2011-ben a Rabobank Development Team versenyzője lett 2011-ben, 2012-ben a holland professzionális Team Sunweb csapatában folytatta.

### 2014
2014. júniusban Dumoulin megnyerte a holland időfutam bajnokságot. Szeptemberben második helyen zárt a Grand Prix Cycliste de Québec versenyén úgy, hogy végig vezetett, Simon Gerrans csak a végén előzte meg.Még abban a hónapban Bradley Wiggins és Tony Martin mögött harmadik lett Ponferrádában az UCI időfutam világbajnokságán.

### 2015
Dumoulin a 2015-ös szezon elején összességében a 4. helyen zárt a Tour Down Underen. A szezon első sikerét a 2015-ös Tour of the Basque Country időfutam versenyében érte el. Második győzelmét az évben a Tour de Suisse hozta el, ahol az első szakaszon két másodperccel Fabian Cancellara előtt ért célba. Ezen kívül megnyerte a verseny záró, 38,4 km hosszú, időfutam részét is, ahol az átlagsebessége 47,407 km/h volt. A Tour de France-on  Dumoulin volt az egyik favorit, hogy hazai pályán, Utrechtben megnyerheti a nyitó időfutamot, de végül negyedik helyen végzett. A 3. szakaszon egy nagy sebességű ütközés részese volt, és fel kellett adnia a versenyt.

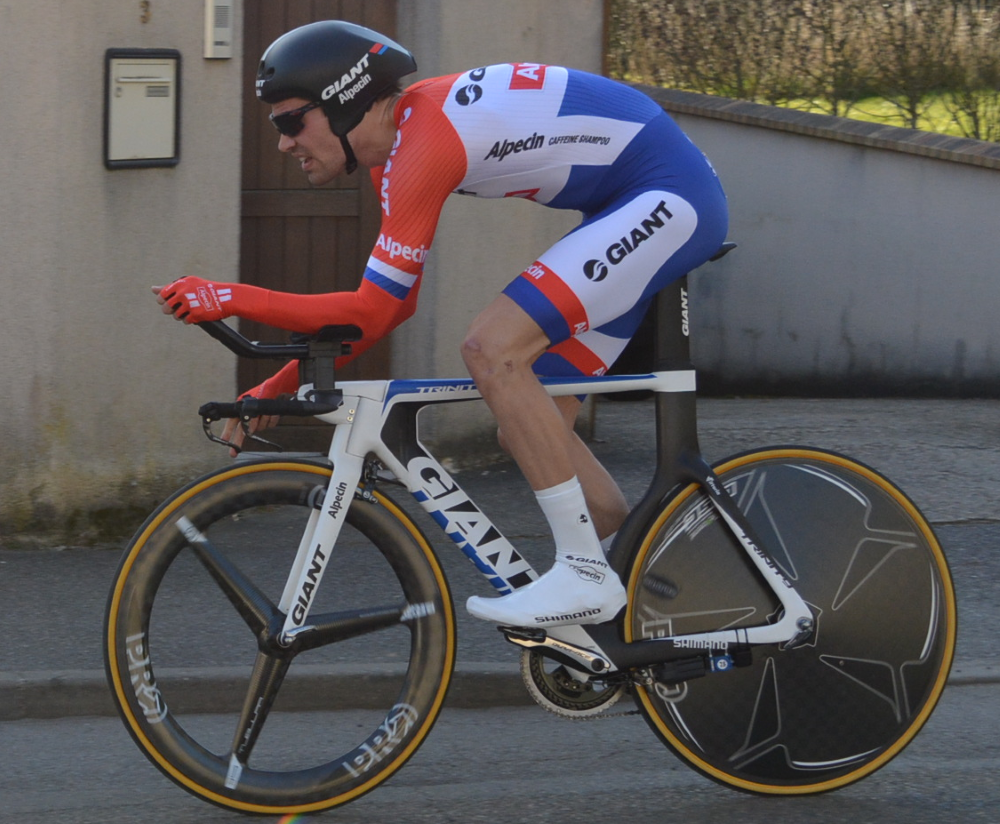
Dumoulin a holland bajnoki mezt viseli a 2015-ös Párizs–Nizza versenyen.

Dumoulin a 2015-ös Vuelta ciclista a España versenyre felépült már annyira, hogy el tudjon azon indulni. A 2. etapon a Caminito del Rey megtámadása előtt egy csoportban volt a Team Skyos Nicolas Roche-sal és a Movistar Teamben versenyző Nairo Quintanával, de később utolérte és megelőzte őket a végső győztes, Esteban Chaves, az Orica–Scott bringása. Dumoulin másodikként ért célba. Az 5. etapban az üldözőktől megszökött, és 6 másodpercet vert ekkor Chavesre, majd 1 másodperccel megnyerte a szakaszt. Chaves azonban megnyerte a 6. etapot, míg Dumoulin csak harmadik lett, így visszaszerezte a piros mezt. A 9. szakasz befutója  első osztályú lett. Az emelkedő első részén többször támadták egymást, és több versenyző leszakadt az élbolyból. Dumoulin végül egyedül nyert, két másodperccel megelőzve a team Skynál versenyző Chris Froome-ot, és mivel Chaves jelentős időt veszített, megszerezte a piros trikót. Froome bukott, de állandó tempót tartva közel került ahhoz, hogy megnyerje a versenyt. Dumoulin azonban a befutóban lesprintelte. Miután Froome a 11. versenynapon kiesett, Dumoulin csökkenteni tudta a lemaradását a következő hegyi szakaszokon, miközben a mezőny elején felváltva haladt az Astrana Pro Team versenyzője, Fabio Aru és a Katyusa–Alpecin bringása, Joaquim Rodríguez A 17. szakaszon Dumoulin megnyerte a 38,1 km hosszú egyéni időfutamot. 1 perc 53 másodpercet vert Arura, így 3 másodperccel megelőzte őt az összetettben, és megszerezte a piros trikót. Rodriguez Dumoulinhoz viszonyítva 1 perc 15 másodperccel lemaradva a harmadik lett, miután 3 perccel később ért be a célba ezen a szakaszon. Dumoulin Auhoz képest megduplázta az előnyét, mikor három másodpercet nyert a 19. szakaszban. A 20. szakaszon, a Vuelta utolsó nagy hegyi szakaszán azonban elvesztette a vezető helyét, mikor Aru a szakasz négy nagy hegye közül a harmadikon otthagyta. Dumoulin majdnem 4 percet vesztett Aruhoz képest, és összesítésben visszacsúszott a hatodik helyre. 2015. decemberben megnyerte a Gerrit Schulte Trophy-t, az év legjobb holland kerékpárversenyzőjének járó díjat.

### 2016

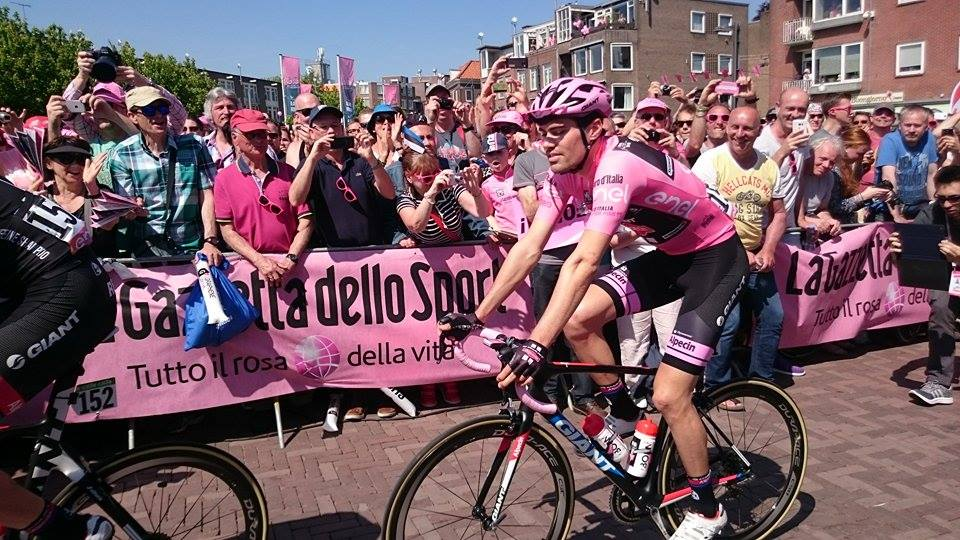
Dumoulin a maglia rosa trikóval, a 2016-os Giro d'Italia élén.

Szerepelt a 2016-os Giro d'Italián indulók eredeti listáján, ahol hazai pályán, Apeldoomban megnyerte a bevezető időfutamot, így rajta volt először a maglia rosa. A 8. szakasz után már nem ő vezette a mezőnyt, miután aznap 38.-ként ért célba, s 1 perc 10 másodperc hátrányt szedett össze Alejandro Valverdével szemben, aki a Movistar Team színeiben tekert. A versenyt végül a 11. szakaszon feladta.